# Cayenne (The Beatles)
Lo strumentale Cayenne è una delle prime composizioni originali dei Beatles. Composta dal solo Paul McCartney, sebbene la partnership fosse già in atto. È stata registrata nella casa della sua famiglia al numero 20 di Forthlin Road, Liverpool, nella prima metà del 1961; in seguito, venne sporadicamente interpretata dal vivo. Il pezzo, che ricorda molto le melodie degli Shadows, band però detestata dai futuri Fab Four, venne incluso sull'Anthology 1 del 1995, assieme ad altre due canzoni registrate nella stessa occasione: Hallelujah, I Love Her So e You'll Be Mine. Per la pubblicazione, è stato compiuto un edit sul nastro: dalla durata di 2:30 apparsa su molti bootlegs, sul disco ufficiale dura solo 1:14; questo è causato da un finale anticipato ed in generale da una maggiore velocità del pezzo.

## Formazione
- John Lennon: chitarra ritmica
- George Harrison: chitarra
- Paul McCartney: basso elettrico
- Pete Best: batteria,voce